# Banja-Luka-Stadion
Das Banja-Luka-Stadion (Gradski stadion Banja Luka) ist ein Fußballstadion im Zentrum von Banja Luka, der Hauptstadt der Republika Srpska in Bosnien und Herzegowina. Das Stadion ist die Heimstätte des bosnisch-herzegowinischen Erstligisten FK Borac Banja Luka und das Heimstadion der Fußballauswahl der Republika Srpska. Es besitzt drei Tribünen, von denen nur die Haupttribüne überdacht ist. Die Südseite verfügt über keine Tribüne.